# Wasser des Todes
Die „Wasser des Todes“ (altbabylonisch marratu, der bittere Strom) sind ein besonderer Bereich innerhalb des die Erde ringförmig umfließenden salzhaltigen Gewässers, das von manchen der mesopotamischen Kulturen Tiamat genannt wurde. Beispielsweise werden im babylonischen Schöpfungsepos Enūma eliš der persische Golf, Teile des Indischen Ozeans und des Mittelmeeres als „salzige Wasser“ bezeichnet und diese wiederum von einem die Erde umgebenden „kosmischen Süßwasserozean“ – dem Apsu – unterschieden. Die Erde selbst dachte man sich als ein im Inneren dieses Süßwasserozean schwebendes Gebilde, an ihrer Oberseite mit einem direkt anhaftenden und mit Luft gefüllten festen Himmelsgewölbe. 

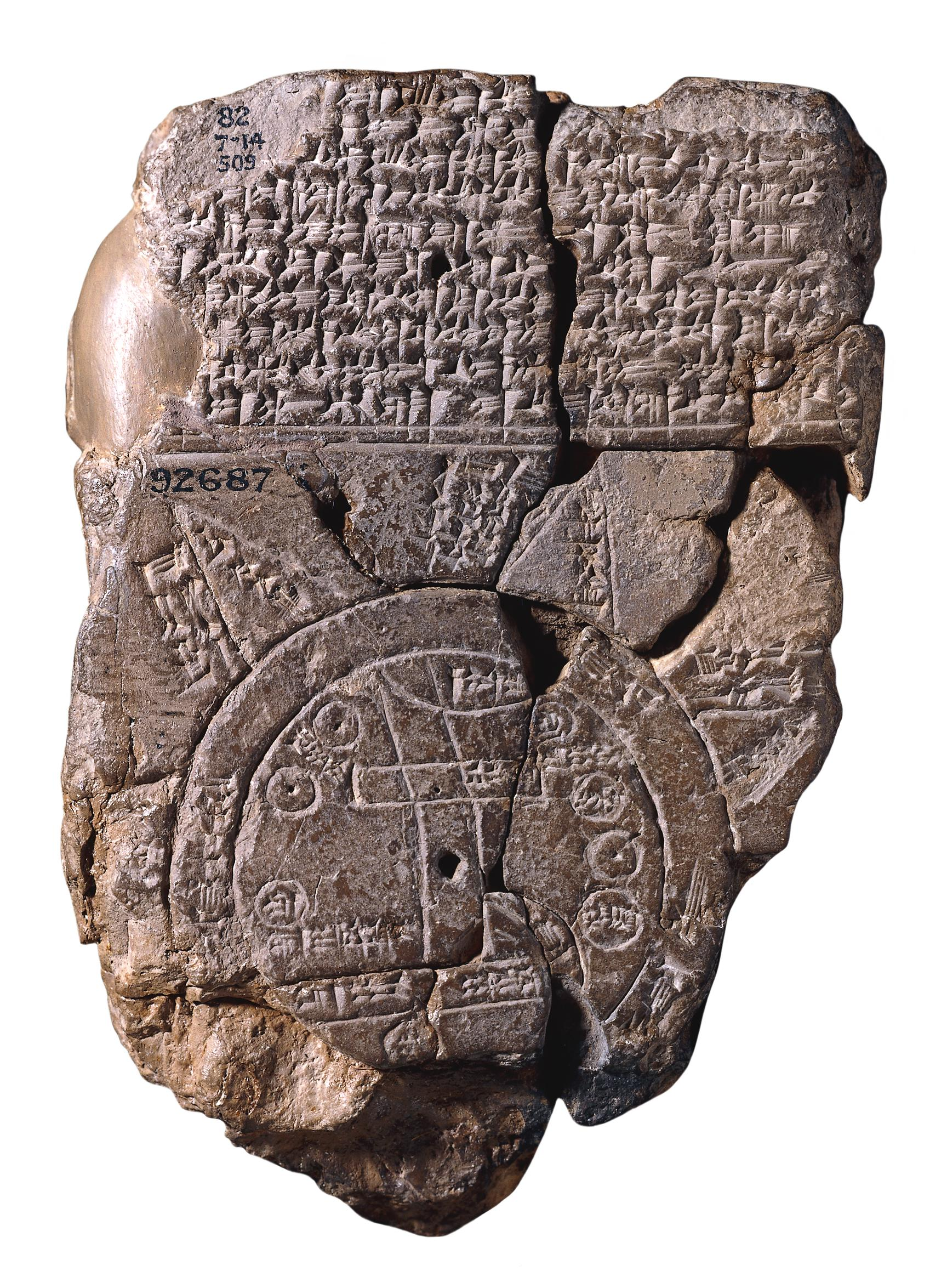
Babylonische Weltkarte: Der Gürtel zeigt das die Erdoberfläche umgebende „bittere“ Weltmeer Tiamat

Aus der anhand solcher Vorstellungen entwickelten „mesopotamischen Weltkarte“ wird ersichtlich, dass der hypothetische Rand der Erdoberfläche östlich von Babylonien über den Iran und die nördlichen Gebirge der Türkei verlief. Auch die im Gilgamesch-Epos enthaltenen Angaben zu den Libanon- und Zagrosgebirgen, in denen die Ein- und Ausgänge eines unterirdischen Tunnels gemutmaßt wurden, den die Sonne während der Nacht durchlief, weisen darauf hin, dass in diese mythische Glaubenswelt durchaus Kenntnisse über reale geographische Begebenheiten miteinflossen. So galten Dilmun, Meluḫḫa und Magan als dem äußersten Rand der Erde angehörend. Insbesondere Dilmun jedoch lag sowohl im irdischen Salzwassermeer – zusätzlich umgeben vom Wasser des Todes –, als auch in direkter Nähe zum kosmischen Süßwasser-Ozean. Nach glücklicher Überwindung ersterer Gewässer auf Dilmun angelangt, taucht Gilgameš in diesen Apsu hinab, um aus seiner Tiefe das Kraut des ewigen Lebens hinaufzuholen, das ihm später wieder verloren ging: Eine ihrerseits dem Apsu entstammende Schlange fraß es auf...

## Gilgamesch-Epos
In der zehnten Tafel des Gilgameš-Epos werden die „Wasser des Todes“ als ein inmitten des Salzwassermeeres gelegenes Gebiet dargestellt, das die Götterinsel Dilmun (das Land der Seligen) wie eine Schutzzone zu umsäumen scheint: der direkte Berührungskontakt mit diesem bitteren Strom würde den Betreffenden sterben lassen.
Dafür, den Göttern die sichere Überfahrt nach Dilmun zu gewährleisten, waren ursprünglich die sog. „Steinernen“ zuständig: die Besatzung eines Kahns, der von einem Fährmann namens Ur-šanabi gesteuert wurde. Nach der Vernichtung der Steinernen (Ruderer?) durch Gilgameš war dieser genötigt, deren Verlust mittels „Staken“ auszugleichen. Sie wurden aus 300 gefällten Bäumen hergestellt und dienten ihm dazu, den Kahn nach Dilmun voranzustoßen, ohne direkt mit dem bitteren Gewässer in Berührung zu kommen. Die „Wasser des Todes“ und Dilmun – als Wohnsitz des von den Göttern mit Unsterblichkeit gesegneten babylonischen Noah – wurden vor und nach Gilgameš nie von einem „nichtgöttlichen Wesen“ befahren beziehungsweise betreten.

„79 Niemand hat seit undenklicher Zeit das Meer überquert. 83 Gefährlich ist der Übergang, dessen Weg ist voller Gefahr, auch liegen mitten darin (im salzigen Meer) die Wasser des Todes, 89 die den Weg nach vorne versperren. 83 ‚Gilgameš, selbst wenn du das Meer überquert haben solltest, 84 wenn du die Wasser des Todes erreicht haben wirst, was machst du dann?‘ 171 Sie (Ur-šanabi und Gilgameš) hatten den Weg eines Monats und eines halben (schon) am dritten Tage befahren. 174 Ur-šanabi (der Fährmann) sagte zu ihm, zu Gilgameš: 175 ‚Die Wasser des Todes mögen deine Hand nicht berühren, denn sie würde dir erlahmen.‘ 180 Nach 120 Doppelstadien (etwa 48 km) gingen Gilgameš die Staken aus.“